# Édouard Georges Mac-Avoy
Édouard Georges Mac-Avoy (né le 25 janvier 1905 à Caudéran (Gironde) et mort le 26 septembre 1991 à Saint-Tropez (Var)), signant ses œuvres Mac’Avoy, est un artiste-peintre et portraitiste français.

## Biographie

### Études
Édouard Mac-Avoy descend, par son père, Georges Mac Avoy, banquier, d'une famille catholique irlandaise émigrée en France au XVIIe siècle et, par sa mère, Hélène de Cazalet, d'une famille de huguenots des Cévennes.
Il fait ses études en Suisse jusqu'à son baccalauréat. Il se sent une vocation artistique et hésite entre théâtre et peinture. Ayant choisi cette dernière, il entre à l'académie Julian à 18 ans et y suit l'enseignement de Paul Albert Laurens. À Paris, il fréquente la maison de Félix Vallotton et y rencontre Bonnard et Vuillard qui s'intéressent à ses travaux.

### Carrière
Édouard Georges Mac-Avoy vend sa première toile à l'État français, alors qu'il n'a que 19 ans ; elle sera exposée au musée du Luxembourg. Il partage alors ses réalisations entre paysages, villes et portraits, avant de se consacrer quasi définitivement à ce dernier genre. Au salon des Tuileries en 1936, il n'expose que des portraits dans un style si particulier et si différent de son époque qu'on le compare à un Philippe de Champaigne.
En 1939, il épouse Anne Coquebert de Neuville avec qui il aura trois enfants. Lorsque la guerre éclate, il est mobilisé et rejoint la 5e division d'infanterie motorisée ; il sera décoré de la croix de guerre 1939-1945. Son expérience de la guerre va dès lors influencer son style.
Mac-Avoy a réalisé le portrait de nombreuses personnalités des arts et des lettres, politiques ou religieuses, parmi lesquelles André Gide, Pierre Larousse, Honegger, Marthe Bibesco, Mauriac, Picasso, de Gaulle, Béjart, Eugène Ionesco, Cocteau, Chagall, Helena Rubinstein, Salvador Dali, John Fitzgerald Kennedy, Somerset Maugham, Louise de Vilmorin, le pape Jean XXIII ou encore Johnny Hallyday.
Ami d'Henry de Montherlant, il illustre plusieurs éditions de luxe de cet auteur, La relève du Matin en 1952, La Ville dont le prince est un enfant en 1961, Les Garçons en 1973.
Mac-Avoy illustre également en 1967 d'une trentaine de lithographies originales les discours de J.F. Kennedy (Le Club du livre).
Outre les portraits, Édouard Mac-Avoy est l'auteur de paysages, de natures mortes et de compositions florales très colorées.
Mac-Avoy est président du Salon d'automne durant plus de trente ans, jusqu'à sa mort en 1991.
Son atelier parisien se trouvait au 102 rue du Cherche-Midi, dans le 6e arrondissement, où une plaque lui rend hommage.

## Prix et distinctions
- 1933 : Prix Brizard
- 1963 : Grand Prix des peintres témoins de leur temps
- Président du Salon d'automne de Paris (succède à Yves Brayer)
- Officier des arts et des lettres
- Officier de la Légion d'honneur

## Élèves
- Monique Baroni.
- Marguerite Bermond.
- Monique Gourgaud
- Michel Pandel

## Publication
- Le plus clair de mon temps : 1926-1987, Paris, Ramsay, 1988 (OCLC 18563064), Prix Ève-Delacroix de l'Académie française[6].